# Šekovac
Šekovac je nenaseljeni otočić u Medulinskom otočju, koje se nalazi u Medulinskom zaljevu, na jugu Istre. Nalazi se oko 300 metara od kopna, ispred uvale Portić na rtu Kamenjak.
Površina otoka je 15.502 m2, duljina obalne crte 499 m, a visina 6 metara.